# Johannes Mitterreither

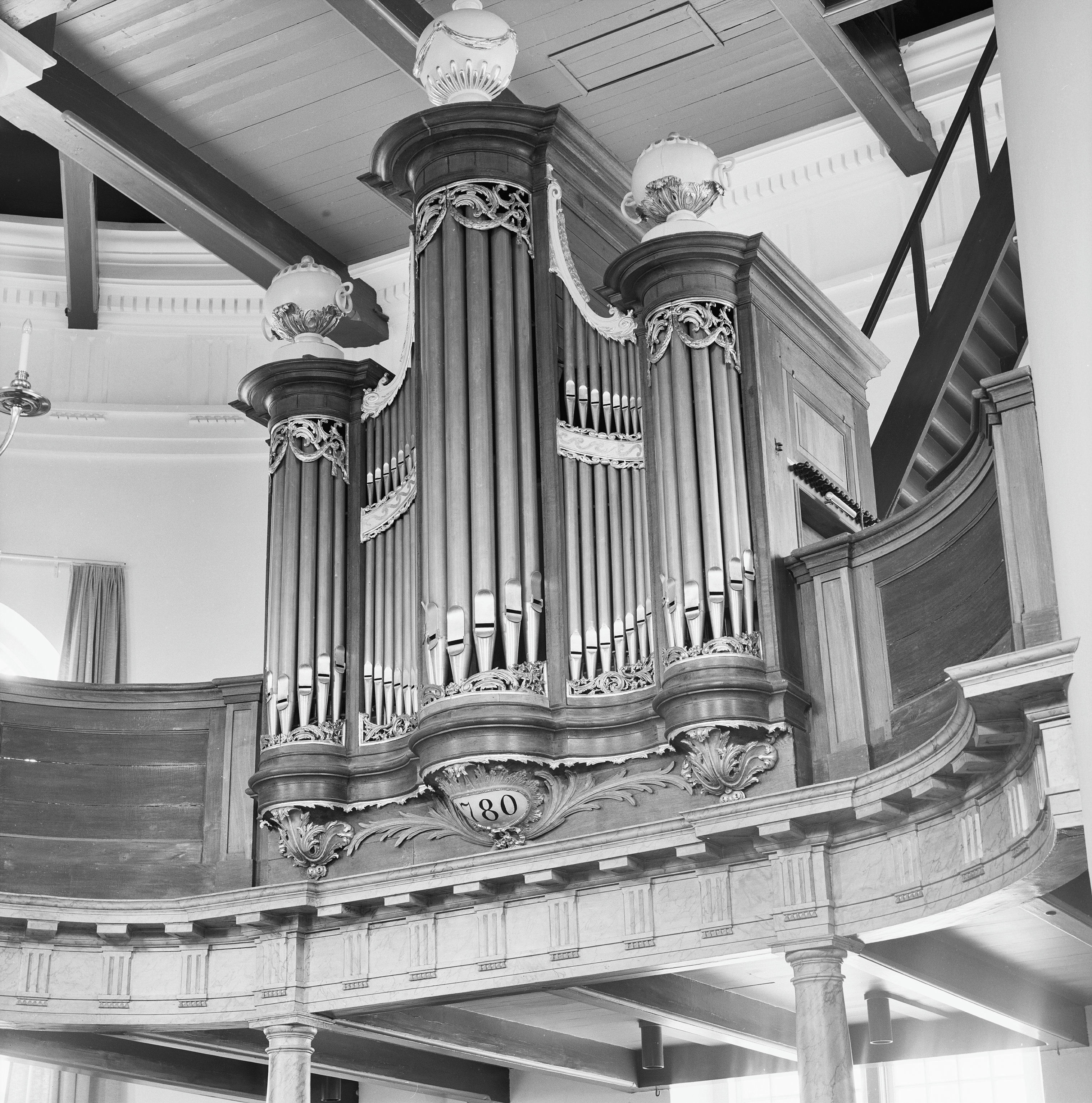
Mitterreither-orgel uit 1780 in de Koepelkerk (Berlikum)

Johannes Josephus Andreas Mitterreither (Graz, 20 november 1732  - 20 januari 1800  was een Oostenrijkse orgelbouwer die in Nederland woonde en werkte.
Hij stamde uit een geslacht van orgelbouwers. Hij trad omstreeks 1755 in dienst bij de Rotterdamse orgelbouwer Moreau en vestigde zich in 1761 in Gouda. In 1766 kwam hij te werken bij Hermanus Hess. In 1769 kwam hij met zijn gezin naar Leiden. Ondanks een schat aan archiefmateriaal zijn niet alle feiten over hem bekend.

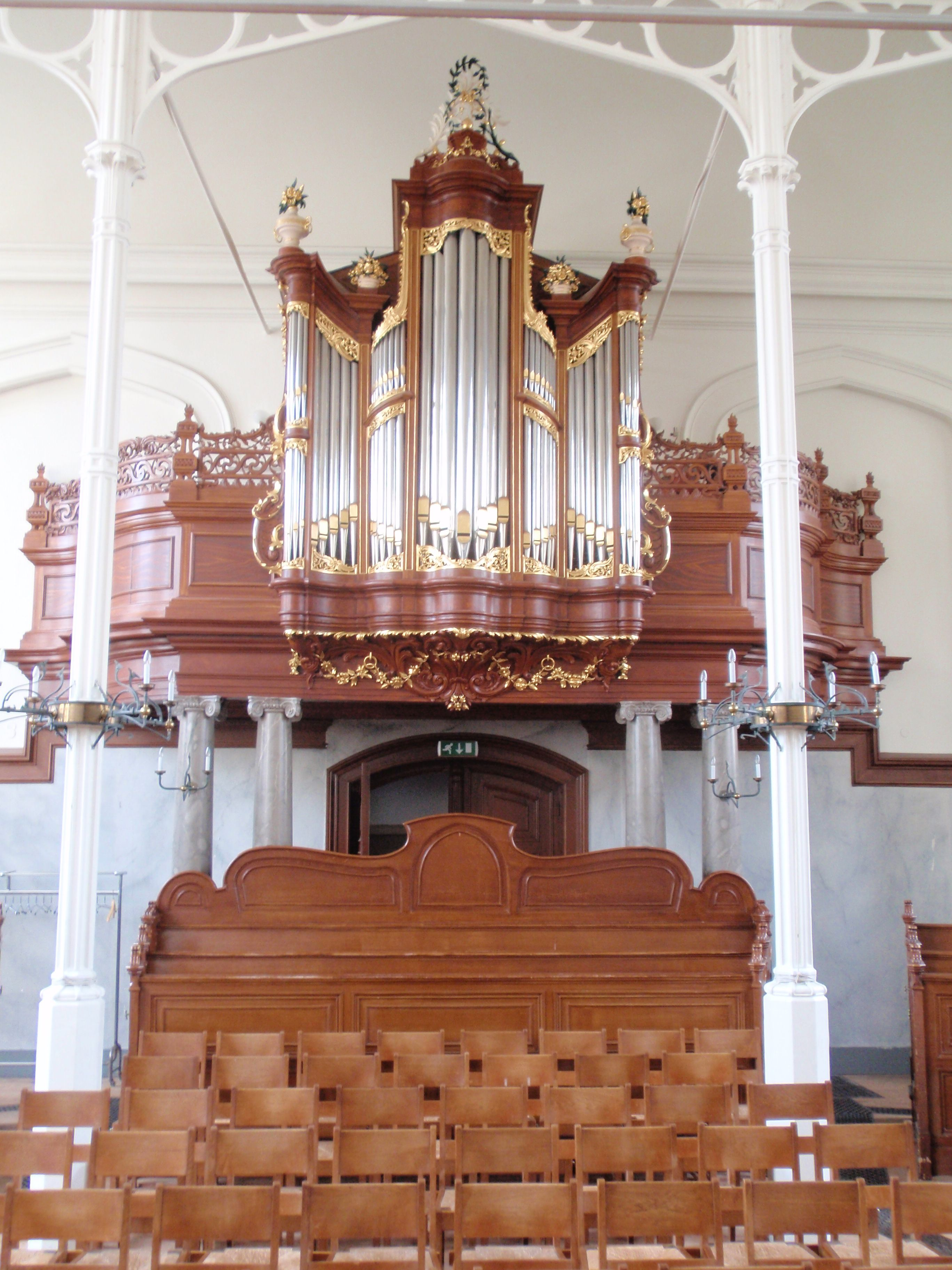
Mitterreither-orgel uit 1774 in de Lokhorstkerk (Leiden)

Mitterreither wordt gerekend tot de belangrijkste Nederlandse orgelbouwers uit de 18e eeuw. Hij bouwde ongeveer veertig Nederlandse kerkorgels, waarvan de meeste echter verloren zijn gegaan. In de Sint-Bonifatiuskerk te Zaandam, de Koepelkerk te Berlikum en de Lokhorstkerk en de Heilige Lodewijkkerk, beide te Leiden, bevindt zich nog een orgel van hem. Het orgel in de Sint-Bartholomeüskerk te Schoonhoven is vermoedelijk ook van zijn hand. Delen van een orgel uit 1792 van Mitterreither zijn te vinden in het orgel van de Sint-Laurentiuskerk te Voorschoten. In de Sint-Jan in Gouda staat een kabinetorgel van zijn hand. In de School Hall van Eton College in Eton (Berkshire) staat een uit 1773 daterend drieklaviers Mitterreither-orgel, afkomstig uit de St. Mary's Anglican and Episcopal Church aan het Haringvliet in Rotterdam. Toen dit kerkgebouw in 1913 werd gesloopt verhuisde het orgel naar Engeland. 